# نويل برنارد
نويل برنارد (بالرومانية: Noël Bernard)‏ هو صحفي روماني، ولد في 25 فبراير 1925 في بوخارست في رومانيا، وتوفي في 23 ديسمبر 1981.